# Judo op de Olympische Zomerspelen 1996
Judo is een van de sporten die beoefend werden tijdens de Olympische Zomerspelen 1996 in Atlanta. De competitie werd georganiseerd in het Georgia World Congress Center.
Ook deze keer was Japan het meest succesvolle land, maar er is geen sprake meer van hun vroegere suprematie.
De Belgische judoka’s zijn succesvol en winnen vier medailles, waarvan één gouden medaille van Ulla Werbrouck en één zilveren van Gella Vandecaveye. Nederland won drie bronzen medailles.

## Mannen

### Extra lichtgewicht (tot 60 kg)
| rang   | sporter              | land      |
| ------ | -------------------- | --------- |
| Goud   | Tadahiro Nomura      | Japan     |
| Zilver | Girolamo Giovinazzo  | Italië    |
| Brons  | Dorjpalam Narmandakh | Mongolië  |
| Brons  | Richard Trautmann    | Duitsland |

### Halflichtgewicht (tot 65 kg)
| rang   | sporter            | land      |
| ------ | ------------------ | --------- |
| Goud   | Udo Quellmalz      | Duitsland |
| Zilver | Yukimasa Nakamura  | Japan     |
| Brons  | Israel Hernández   | Cuba      |
| Brons  | Henrique Guimarães | Brazilië  |

### Lichtgewicht (tot 71 kg)
| rang   | sporter             | land             |
| ------ | ------------------- | ---------------- |
| Goud   | Kenzo Nakamura      | Japan            |
| Zilver | Kwak Dae-sung       | Zuid-Korea       |
| Brons  | Christophe Gagliano | Frankrijk        |
| Brons  | Jimmy Pedro         | Verenigde Staten |

### Halfmiddengewicht (tot 78 kg)
| rang   | sporter           | land       |
| ------ | ----------------- | ---------- |
| Goud   | Djamel Bouras     | Frankrijk  |
| Zilver | Toshihiko Koga    | Japan      |
| Brons  | Soso Liparteliani | Georgië    |
| Brons  | Cho In-Chul       | Zuid-Korea |

### Middengewicht (tot 86 kg)
| rang   | sporter          | land        |
| ------ | ---------------- | ----------- |
| Goud   | Jeon Ki-Young    | Zuid-Korea  |
| Zilver | Armen Bagdasarov | Oezbekistan |
| Brons  | Marko Spittka    | Duitsland   |
| Brons  | Mark Huizinga    | Nederland   |

### Halfzwaargewicht (tot 95 kg)
| rang   | sporter           | land       |
| ------ | ----------------- | ---------- |
| Goud   | Paweł Nastula     | Polen      |
| Zilver | Kim Min-Soo       | Zuid-Korea |
| Brons  | Stéphane Traineau | Frankrijk  |
| Brons  | Aurélio Miguel    | Brazilië   |

### Zwaargewicht (boven 95 kg)
| rang   | sporter             | land      |
| ------ | ------------------- | --------- |
| Goud   | David Douillet      | Frankrijk |
| Zilver | Ernesto Pérez       | Spanje    |
| Brons  | Frank Möller        | Duitsland |
| Brons  | Harry Van Barneveld | België    |

## Vrouwen

### Superlichtgewicht (tot 48 kg)
| rang   | sporter        | land        |
| ------ | -------------- | ----------- |
| Goud   | Kye Sun-hui    | Noord-Korea |
| Zilver | Ryoko Tamura   | Japan       |
| Brons  | Yolanda Soler  | Spanje      |
| Brons  | Amarilis Savón | Cuba        |

### Halflichtgewicht (tot 52 kg)
| rang   | sporter              | land       |
| ------ | -------------------- | ---------- |
| Goud   | Marie-Claire Restoux | Frankrijk  |
| Zilver | Hyun Sook-Hee        | Zuid-Korea |
| Brons  | Noriko Sugawara      | Japan      |
| Brons  | Legna Verdecia       | Cuba       |

### Lichtgewicht (tot 56 kg)
| rang   | sporter              | land       |
| ------ | -------------------- | ---------- |
| Goud   | Driulis González     | Cuba       |
| Zilver | Jung Sun-Yong        | Zuid-Korea |
| Brons  | Isabel Fernández     | Spanje     |
| Brons  | Marie-Isabelle Lomba | België     |

### Halfmiddengewicht (tot 61 kg)
| rang   | sporter           | land       |
| ------ | ----------------- | ---------- |
| Goud   | Yuko Emoto        | Japan      |
| Zilver | Gella Vandecaveye | België     |
| Brons  | Jenny Gal         | Nederland  |
| Brons  | Jung Sung-Sook    | Zuid-Korea |

### Middengewicht (tot 66 kg)
| rang   | sporter           | land       |
| ------ | ----------------- | ---------- |
| Goud   | Cho Min-sun       | Zuid-Korea |
| Zilver | Aneta Szczepanska | Polen      |
| Brons  | Wang Xianbo       | China      |
| Brons  | Claudia Zwiers    | Nederland  |

### Halfzwaargewicht (tot 72 kg)
| rang   | sporter        | land   |
| ------ | -------------- | ------ |
| Goud   | Ulla Werbrouck | België |
| Zilver | Yoko Tanabe    | Japan  |
| Brons  | Ylenia Scapin  | Italië |
| Brons  | Diadenis Luna  | Cuba   |

### Zwaargewicht (boven 72 kg)
| rang   | sporter          | land      |
| ------ | ---------------- | --------- |
| Goud   | Sun Fuming       | China     |
| Zilver | Estela Rodriquez | Cuba      |
| Brons  | Johanna Hagn     | Duitsland |
| Brons  | Christine Cicot  | Frankrijk |

## Medaillespiegel
| Plaats | Land             | Goud | Zilver | Brons | Totaal |
| 1      | Japan            | 3    | 4      | 1     | 8      |
| 2      | Frankrijk        | 3    | 0      | 3     | 6      |
| 3      | Zuid-Korea       | 2    | 4      | 2     | 8      |
| 4      | Cuba             | 1    | 1      | 4     | 6      |
| 5      | België           | 1    | 1      | 2     | 4      |
| 6      | Polen            | 1    | 1      | 0     | 2      |
| 7      | Duitsland        | 1    | 0      | 4     | 5      |
| 8      | China            | 1    | 0      | 1     | 2      |
| 9      | Noord-Korea      | 1    | 0      | 0     | 1      |
| 10     | Spanje           | 0    | 1      | 2     | 3      |
| 11     | Italië           | 0    | 1      | 1     | 2      |
| 12     | Oezbekistan      | 0    | 1      | 0     | 1      |
| 13     | Nederland        | 0    | 0      | 3     | 3      |
| 14     | Brazilië         | 0    | 0      | 2     | 2      |
| 15     | Georgië          | 0    | 0      | 1     | 1      |
| 15     | Mongolië         | 0    | 0      | 1     | 1      |
| 15     | Verenigde Staten | 0    | 0      | 1     | 1      |
| Totaal | Totaal           | 14   | 14     | 28    | 56     |